# Brandschutz- und Evakuierungshelfer
Der Brandschutz- und Evakuierungshelfer ist eine Funktion des Vorbeugenden Brandschutzes, deren Notwendigkeit aus der Brandschutzordnung Teil C sowie dem Arbeitsschutzgesetz, der ASR 2.2, der Deutschen Gesetzlichen Unfallversicherung (DGUV) und in den Brandschutzelementen aus der DGUV Information 205-023 generiert wird.
Der Brandschutz- und Evakuierungshelfer ist aus den jeweiligen Funktionen Brandschutzhelfer und Evakuierungshelfer entstanden und kombiniert diese beiden Aufgaben in einer Funktion. Erfahrungen zeigten eine deutlich schnellere und unkompliziertere Evakuierung und Brandbekämpfung mit einer kombinierten Funktion.

## Aufgaben
Zu den Aufgaben gehören unter anderem:

### Im Bereich Brandschutz
- Unterstützen des Brandschutzbeauftragten
- Kenntnis über Brandmeldeeinrichtungen (z. B. Brandmeldeanlage)
- Sichere Bedienung von Feuerlöscheinrichtungen zur Entstehungsbrandbekämpfung (z. B. Feuerlöscher, Wandhydrant)
- Kennen der Gefahren eines Brandes zur Vermeidung der Eigengefährdung
- Wissen über mögliche besondere Gefahren eines Betriebes (z. B. Gefahrstofflager, Druckbehälter)
- Sicheres Absetzen eines Notrufs über Rufnummer 112

### Im Bereich Evakuierung
- Handlungssichere Kenntnis der Brandschutzordnung Teil C und des Evakuierungsablaufs
- Detailliertes Wissen über zu benutzende Fluchtwege, gute Kenntnis der Flucht- und Rettungspläne
- Maßnahmen zur Eigenrettung
- Maßnahmen zur Fremdrettung
- Verhalten in verqualmten Bereichen

Diese Entwicklung wird durch eine Stellungnahme der DGUV vom 24. April 2017 nach einer Anfrage bestätigt. 

## Ausbildung
Die Ausbildung der Brandschutz- und Evakuierungshelfer wird vom Brandschutzbeauftragten oder einer geeigneten externen Stelle durchgeführt.
Die Mindestanforderungen für die Ausbildung zum Brandschutzhelfer nach DGUV ergeben sich aus der Publikation DGUV 205-023. Eine Erweiterung der Ausbildung um die Evakuierungskomponente ist nötig, wenn die Person als Brandschutz- und Evakuierungshelfer eingesetzt werden soll.
Nach dem Absolvieren der Ausbildung muss die Person in die betriebsspezifischen Gegebenheiten vom Arbeitgeber eingewiesen werden, sofern dies nicht Teil der Ausbildung war.
Für eine praxisnahe Ausbildung ist eine über die Mindestanforderungen der DGUV gehende Schulung, die sowohl Brandschutz, als auch betriebsspezifische Elemente über Brandschutzordnung Teil C sowie die benötigten Fähigkeiten zur Evakuierung vermittelt in der Regel notwendig.

## Einsatz
Der ausgebildete Brandschutz- und Evakuierungshelfer ist schriftlich vom Arbeitgeber zu bestellen. Anschließend ist die Person einsetzbar.